# Akācijas
Akācijas, auch Audzu muiža (dt. Neu-Friedrichshof), ist ein Dorf (ciems) in Krimūnu pagasts, Dobeles novads, Lettland, nahe Auce.